# Miroslav Župančić

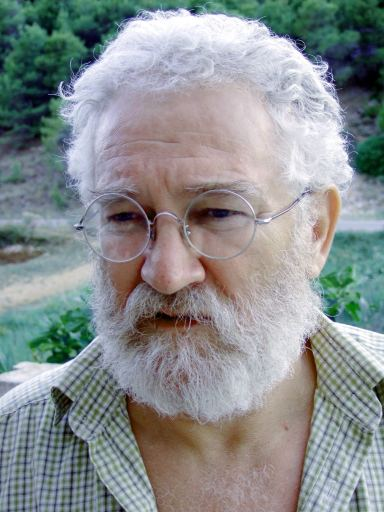
Miroslav Župančić
im Juli 2007

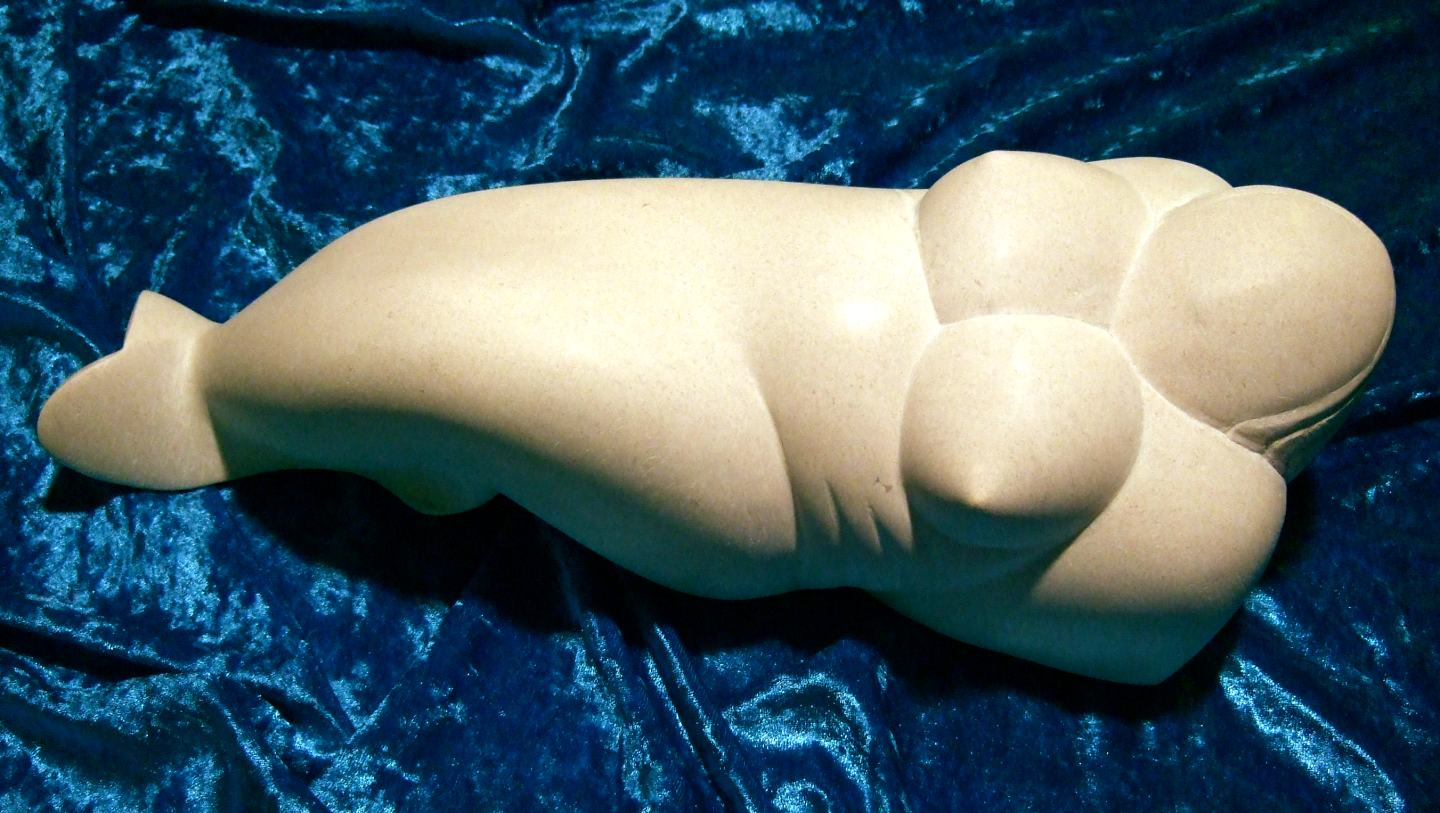
Sirena (Meerjungfrau) von Miroslav Župančić
aus Brački Kamen

Miroslav Župančić (* 15. Mai 1949 in Zenica, Jugoslawien) ist ein kroatischer Bildhauer.

## Leben
Miroslav Župančić arbeitete zunächst als Automechaniker, seit 1970 ist er als Bildhauer tätig. Er arbeitet mit Stein, Holz, Bronze und Glas.
Župančić lebt und arbeitet in Zagreb. Die Sommermonate verbringt der Künstler häufig auf der Insel Brač in Dalmatien. Er favorisiert die Arbeit mit dem auf Brač reichlich vorhandenen hochwertigen Kalkstein, genannt Brački Kamen.
Bei den Wahlen zum Kroatischen Parlament 2003 kandidierte er für die Stranka hrvatskih branitelja (SHB, Partei der Verteidiger Kroatiens), der der Einzug ins Parlament jedoch nicht gelang.